# Premier League (2011/2012)/Wyniki spotkań

## 1. kolejka (13 sierpnia – 15 sierpnia)
| 13 sierpnia 2011 16:00 | Wigan Athletic · Ben Watson 21' (k)          | 1:1(1:1) | Norwich City · Wes Hoolahan 45'            | Stadion Wiganu Athletic Widzów: 17 454 Sędzia: Stuart Attwell |
|                        | kartki: · Mohamed Diamé 84' · Ben Watson 85' |          | kartki: · David Fox 1' · Steve Morison 72' |                                                               |

| Wigan Athletic     | Wigan Athletic      |
| ------------------ | ------------------- |
| 26                 | Ali Al-Habsi        |
| 17                 | Emmerson Boyce      |
| 5                  | Gary Caldwell       |
| 24                 | Adrián López 52'    |
| 31                 | Maynor Figueroa     |
| 14                 | Jordi Gómez 52'     |
| 4                  | James McCarthy      |
| 8                  | Ben Watson          |
| 21                 | Mohamed Diamé       |
| 11                 | Victor Moses        |
| 9                  | Franco Di Santo 52' |
| Ławka rezerwowych: |                     |
| 20                 | Hugo Rodallega 52'  |
| 23                 | Ronnie Stam 81'     |
| 19                 | David Jones         |
| 12                 | Mike Pollitt        |
| 6                  | Hendry Thomas       |
| 16                 | James McArthur      |
| 18                 | Conor Sammon 52'    |

| Norwich City       | Norwich City           |
| ------------------ | ---------------------- |
| 1                  | John Ruddy             |
| 2                  | Russell Martin         |
| 6                  | Zak Whitbread 71'      |
| 24                 | Ritchie De Laet        |
| 23                 | Marc Tierney           |
| 15                 | David Fox              |
| 11                 | Andrew Surman 74'      |
| 14                 | Wes Hoolahan           |
| 7                  | Andrew Crofts          |
| 9                  | Grant Holt             |
| 5                  | Steve Morison 74'      |
| Ławka rezerwowych: |                        |
| 20                 | Leon Barnett 71'       |
| 13                 | Declan Rudd            |
| 25                 | Kyle Naughton          |
| 12                 | Anthony Pilkington 74' |
| 17                 | Elliott Bennett 74'    |
| 10                 | Simeon Jackson         |
| 4                  | Bradley Johnson        |

| 13 sierpnia 2011 16:00 | Tottenham Hotspur | – | Everton |  |
|                        |                   |   |         |  |

| 13 sierpnia 2011 16:00 | Queens Park Rangers           | 0:4(0:1) | Bolton Wanderers · Gary Cahill 45' · Danny Gabbidon 67' (sam.) · Ivan Klasnić 70' · Fabrice Muamba 79' | Loftus Road Widzów: 15 195 Sędzia: Martin Atkinson |
|                        | kartki: · Clint Hill 52', 90' |          | kartki: · Nigel Reo-Coker 31' · Gary Cahill 76'                                                        |                                                    |

| QPR                | QPR                 |
| ------------------ | ------------------- |
| 1                  | Paddy Kenny 5'      |
| 8                  | Kieron Dyer         |
| 5                  | Fitz Hall           |
| 6                  | Danny Gabbidon      |
| 3                  | Clint Hill          |
| 21                 | Tommy Smith 72'     |
| 4                  | Shaun Derry         |
| 11                 | Alejandro Faurlín   |
| 7                  | Adel Taarabt 71'    |
| 9                  | D.J. Campbell       |
| 10                 | Jay Bothroyd        |
| Ławka rezerwowych: |                     |
| 16                 | Matthew Connolly    |
| 25                 | Hogan Ephraim       |
| 2                  | Bradley Orr 6'      |
| 14                 | Ákos Buzsáky 71'    |
| 26                 | Brian Murphy        |
| 19                 | Patrick Agyemang    |
| 22                 | Heiðar Helguson 72' |

| Bolton Wanderers   | Bolton Wanderers    |
| ------------------ | ------------------- |
| 22                 | Jussi Jääskeläinen  |
| 2                  | Grétar Steinsson    |
| 5                  | Gary Cahill         |
| 12                 | Zat Knight          |
| 4                  | Paul Robinson       |
| 7                  | Chris Eagles 81'    |
| 6                  | Fabrice Muamba      |
| 19                 | Nigel Reo-Coker 82' |
| 10                 | Martin Petrov       |
| 14                 | Kevin Davies        |
| 17                 | Ivan Klasnić 85'    |
| Ławka rezerwowych: |                     |
| 3                  | Marcos Alonso       |
| 21                 | Darren Pratley 82'  |
| 11                 | Ricardo Gardner     |
| 16                 | Mark Davies 81'     |
| 20                 | Robbie Blake 85'    |
| 1                  | Ádám Bogdán         |
| 31                 | David Wheater       |

| 13 sierpnia 2011 16:00 | Liverpool · Luis Suárez 12'                                                              | 1:1(1:0) | Sunderland · Sebastian Larsson 57'                                                              | Anfield Widzów: 45 018 Sędzia: Phil Dowd |
|                        | kartki: · Jamie Carragher 44' · Jordan Henderson 60' · Charlie Adam 66' · Dirk Kuijt 72' |          | kartki: · Kieran Richardson 6' · Lee Cattermole 27' · Phil Bardsley 45' · Sebastian Larsson 78' |                                          |

| Liverpool          | Liverpool            |
| ------------------ | -------------------- |
| 25                 | José Reina           |
| 38                 | John Flanagan        |
| 23                 | Jamie Carragher      |
| 5                  | Daniel Agger         |
| 3                  | José Enrique         |
| 21                 | Lucas Leiva          |
| 26                 | Charlie Adam         |
| 14                 | Jordan Henderson 60' |
| 7                  | Luis Suárez 75'      |
| 19                 | Stewart Downing      |
| 9                  | Andy Carroll         |
| Ławka rezerwowych: |                      |
| 4                  | Raul Meireles 75'    |
| 24                 | David N’Gog          |
| 20                 | Jay Spearing         |
| 34                 | Martin Kelly         |
| 32                 | Doni                 |
| 18                 | Dirk Kuijt 60'       |
| 49                 | Jack Robinson        |

| Sunderland         | Sunderland            |
| ------------------ | --------------------- |
| 22                 | Simon Mignolet        |
| 2                  | Phil Bardsley         |
| 5                  | Wes Brown             |
| 29                 | Anton Ferdinand       |
| 11                 | Kieran Richardson     |
| 7                  | Sebastian Larsson 80' |
| 6                  | Lee Cattermole        |
| 14                 | Jack Colback          |
| 27                 | Ahmed El-Mohamadi     |
| 28                 | Stéphane Sessègnon    |
| 3                  | Asamoah Gyan 65'      |
| Ławka rezerwowych: |                       |
| 40                 | Louis Laing           |
| 10                 | Connor Wickham        |
| 8                  | Craig Gardner         |
| 20                 | Keiren Westwood       |
| 15                 | David Vaughan 80'     |
| 17                 | Ji Dong-Won 65'       |
| 19                 | Titus Bramble         |

| 13 sierpnia 2011 16:00 | Fulham                                          | 0:0(0:0) | Aston Villa                                                                                  | Craven Cottage Widzów: 25 700 Sędzia: Lee Mason |
|                        | kartki: · Danny Murphy 21' · Moussa Dembélé 82' |          | kartki: · Gabriel Agbonlahor 45' · Emile Heskey 57' · Stilian Petrov 82' · Richard Dunne 84' |                                                 |

| Fulham             | Fulham             |
| ------------------ | ------------------ |
| 1                  | Mark Schwarzer     |
| 18                 | Aaron Hughes       |
| 5                  | Brede Hangeland    |
| 14                 | Philippe Senderos  |
| 3                  | John Arne Riise    |
| 16                 | Damien Duff        |
| 20                 | Dickson Etuhu      |
| 13                 | Danny Murphy       |
| 23                 | Clint Dempsey      |
| 8                  | Andy Johnson       |
| 25                 | Bobby Zamora 73'   |
| Ławka rezerwowych: |                    |
| 30                 | Moussa Dembélé 73' |
| 38                 | Neil Etheridge     |
| 28                 | Matthew Briggs     |
| 6                  | Chris Baird        |
| 4                  | Steve Sidwell      |
| 10                 | Pajtim Kasami      |
| 2                  | Stephen Kelly      |

| Aston Villa        | Aston Villa          |
| ------------------ | -------------------- |
| 1                  | Shay Given           |
| 2                  | Luke Young           |
| 6                  | James Collins        |
| 5                  | Richard Dunne        |
| 3                  | Stephen Warnock      |
| 16                 | Fabian Delph         |
| 19                 | Stiliyan Petrov 89'  |
| 10                 | Charles N’Zogbia 66' |
| 18                 | Emile Heskey         |
| 9                  | Darren Bent          |
| 11                 | Gabriel Agbonlahor   |
| Ławka rezerwowych: |                      |
| 14                 | Nathan Delfouneso    |
| 25                 | Barry Bannan         |
| 12                 | Marc Albrighton 66'  |
| 21                 | Ciaran Clark 89'     |
| 22                 | Brad Guzan           |
| 7                  | Stephen Ireland      |
| 17                 | Jean II Makoun       |

| 13 sierpnia 2011 16:00 | Blackburn Rovers · Mauro Formica 20'                                                  | 1:2(1:1) | Wolverhampton Wanderers · Steven Fletcher 22' · Stephen Ward 47' | Ewood Park Widzów: 21 996 Sędzia: Kevin Friend |
|                        | kartki: · David Dunn 36' · Brett Emerton 38' · Jason Roberts 61' · Steven N’Zonzi 90' |          | kartki: · Roger Johnson 19' · Richard Stearman 21'               |                                                |

| Blackburn Rovers   | Blackburn Rovers          |
| ------------------ | ------------------------- |
| 1                  | Paul Robinson             |
| 3                  | Martin Olsson             |
| 31                 | Grant Hanley              |
| 15                 | Steven N’Zonzi            |
| 2                  | Míchel Salgado            |
| 23                 | David Hoilett             |
| 12                 | Morten Gamst Pedersen 72' |
| 10                 | Mauro Formica 84'         |
| 8                  | David Dunn                |
| 7                  | Brett Emerton 46'         |
| 30                 | Jason Roberts             |
| Ławka rezerwowych: |                           |
| 38                 | Myles Anderson            |
| 22                 | Nick Blackman 84'         |
| 13                 | Mark Bunn                 |
| 25                 | David Goodwill 72'        |
| 39                 | Grant Hanley              |
| 32                 | Bruno Ribeiro             |
| 20                 | Ruben Rochina 46'         |

| Wolverhampton      | Wolverhampton         |
| ------------------ | --------------------- |
| 1                  | Wayne Hennessey       |
| 5                  | Richard Stearman 49'  |
| 14                 | Roger Johnson         |
| 16                 | Christophe Berra      |
| 11                 | Stephen Ward          |
| 17                 | Matt Jarvis 75'       |
| 8                  | Karl Henry            |
| 24                 | Jamie O’Hara          |
| 12                 | Stephen Hunt 90'      |
| 29                 | Kevin Doyle           |
| 10                 | Steven Fletcher       |
| Ławka rezerwowych: |                       |
| 31                 | Dorus de Vries        |
| 9                  | Sylvan Ebanks-Blake   |
| 3                  | George Elokobi 75'    |
| 32                 | Kevin Foley 49'       |
| 19                 | Adam Hammill          |
| 33                 | Stefan Maierhofer 90' |
| 20                 | Nenad Milijaš         |

| 13 sierpnia 2011 18:30 | Newcastle United                                                      | 0:0(0:0) | Arsenal | St James’ Park Widzów: 46 894 Sędzia: Peter Walton |
|                        | kartki: · Fabricio Coloccini 45' · Cheick Tioté 67' · Joey Barton 76' |          | kartki: · Alex Song 29' · Kieran Gibbs 48' · Tomáš Rosický 52' · Gervinho 76' · Wojciech Szczęsny 78' · Thomas Vermaelen 90' |                                                    |

| Newcastle United   | Newcastle United      |
| ------------------ | --------------------- |
| 26                 | Tim Krul              |
| 2                  | Fabricio Coloccini    |
| 27                 | Steven Taylor         |
| 16                 | Ryan Taylor           |
| 5                  | Danny Simpson         |
| 7                  | Joey Barton           |
| 4                  | Yohan Cabaye 80'      |
| 24                 | Cheick Tioté          |
| 18                 | Jonás Gutiérrez       |
| 23                 | Shola Ameobi 73'      |
| 19                 | Demba Ba 45'          |
| Ławka rezerwowych: |                       |
| 15                 | Dan Gosling           |
| 25                 | Gabriel Obertan 45'   |
| 21                 | Fraser Forster        |
| 20                 | Leon Best 73'         |
| 6                  | Mike Williamson       |
| 28                 | Sammy Ameobi          |
| 11                 | Peter Løvenkrands 80' |

| Arsenal            | Arsenal                 |
| ------------------ | ----------------------- |
| 13                 | Wojciech Szczęsny       |
| 3                  | Bacary Sagna            |
| 5                  | Thomas Vermaelen        |
| 6                  | Laurent Koscielny       |
| 28                 | Kieran Gibbs            |
| 7                  | Tomáš Rosický 84'       |
| 17                 | Alex Song               |
| 16                 | Aaron Ramsey 90'        |
| 23                 | Andrei Arshavin 61'     |
| 27                 | Gervinho                |
| 10                 | Robin van Persie        |
| Ławka rezerwowych: |                         |
| 25                 | Carl Jenkinson          |
| 26                 | Emmanuel Frimpong 84'   |
| 21                 | Łukasz Fabiański        |
| 15                 | Alex Oxlade-Chamberlain |
| 20                 | Johan Djourou 90'       |
| 14                 | Theo Walcott 61'        |
| 29                 | Marouane Chamakh        |

| 14 sierpnia 2011 14:30 | Stoke City                                     | 0:0(0:0) | Chelsea                                       | Britannia Stadium Widzów: 27 421 Sędzia: Mark Halsey |
|                        | kartki: · Ryan Shawcross 10' · Marc Wilson 80' |          | kartki: · Ashley Cole 66' · Frank Lampard 88' |                                                      |

| Stoke City         | Stoke City              |
| ------------------ | ----------------------- |
| 1                  | Asmir Begović           |
| 4                  | Robert Huth             |
| 17                 | Ryan Shawcross          |
| 39                 | Jonathan Woodgate       |
| 12                 | Marc Wilson             |
| 16                 | Jermaine Pennant        |
| 24                 | Rory Delap 70'          |
| 6                  | Glenn Whelan            |
| 26                 | Matthew Etherington 62' |
| 9                  | Kenwyne Jones 85'       |
| 19                 | Jonathan Walters        |
| Ławka rezerwowych: |                         |
| 5                  | Danny Collins           |
| 29                 | Thomas Sørensen         |
| 15                 | Salif Diao              |
| 18                 | Dean Whitehead 62'      |
| 28                 | Andy Wilkinson          |
| 30                 | Ryan Shotton 85'        |
| 14                 | Danny Pugh 70'          |

| Chelsea            | Chelsea             |
| ------------------ | ------------------- |
| 1                  | Petr Čech           |
| 17                 | José Bosingwa       |
| 33                 | Alex                |
| 26                 | John Terry          |
| 3                  | Ashley Cole         |
| 7                  | Ramires             |
| 12                 | John Obi Mikel      |
| 8                  | Frank Lampard       |
| 21                 | Salomon Kalou 75'   |
| 9                  | Fernando Torres 88' |
| 15                 | Florent Malouda 65' |
| Ławka rezerwowych: |                     |
| 11                 | Didier Drogba 75'   |
| 19                 | Paulo Ferreira      |
| 10                 | Josi Benajun 88'    |
| 2                  | Branislav Ivanović  |
| 40                 | Henrique Hilário    |
| 39                 | Nicolas Anelka 65'  |
| 20                 | Josh McEachran      |

| 14 sierpnia 2011 17:00 | West Bromwich Albion · Shane Long 37'       | 1:2(1:1) | Manchester United · Wayne Rooney 13' · Steven Reid 81' (sam.) | The Hawthorns Widzów: 25 360 Sędzia: Mike Jones |
|                        | kartki: · Paul Scharner 87' · Simon Cox 90' |          | kartki: · Ashley Young 56' · Anderson 80'                     |                                                 |

| West Bromwich Albion | West Bromwich Albion |
| -------------------- | -------------------- |
| 1                    | Ben Foster           |
| 12                   | Steven Reid 84'      |
| 30                   | Gabriel Tamaș        |
| 3                    | Jonas Olsson         |
| 20                   | Nicky Shorey         |
| 11                   | Chris Brunt          |
| 33                   | Paul Scharner        |
| 21                   | Youssuf Mulumbu      |
| 7                    | James Morrison       |
| 5                    | Somen Tchoyi         |
| 9                    | Shane Long 87'       |
| Ławka rezerwowych:   |                      |
| 29                   | George Thorne        |
| 17                   | Graham Dorrans       |
| 13                   | Márton Fülöp         |
| 31                   | Simon Cox 87'        |
| 25                   | Craig Dawson         |
| 32                   | Marc-Antoine Fortuné |
| 18                   | Gonzalo Jara 84'     |

| Manchester United  | Manchester United    |
| ------------------ | -------------------- |
| 1                  | David de Gea         |
| 12                 | Chris Smalling       |
| 5                  | Rio Ferdinand 75'    |
| 15                 | Nemanja Vidić 51'    |
| 20                 | Fábio                |
| 18                 | Ashley Young         |
| 23                 | Tom Cleverley        |
| 23                 | Anderson             |
| 17                 | Nani                 |
| 10                 | Wayne Rooney         |
| 19                 | Danny Welbeck 64'    |
| Ławka rezerwowych: |                      |
| 11                 | Ryan Giggs           |
| 4                  | Phil Jones 75'       |
| 6                  | Jonny Evans 51'      |
| 34                 | Anders Lindegaard    |
| 16                 | Michael Carrick      |
| 13                 | Park Ji-sung         |
| 9                  | Dimityr Berbatow 64' |

| 15 sierpnia 2011 21:00 | Manchester City · Edin Džeko 57' · Sergio Agüero 68', 90' · David Silva 71' | 4:0(0:0) | Swansea City | Etihad Stadium Widzów: 46 802 Sędzia: Mike Dean |
|                        |                                                                             |          |              |                                                 |

| Manchester City    | Manchester City    |
| ------------------ | ------------------ |
| 25                 | Joe Hart           |
| 2                  | Micah Richards     |
| 4                  | Vincent Kompany    |
| 6                  | Joleon Lescott     |
| 22                 | Gaël Clichy        |
| 42                 | Yaya Touré         |
| 34                 | Nigel de Jong 59'  |
| 18                 | Gareth Barry       |
| 21                 | David Silva 81'    |
| 10                 | Edin Džeko         |
| 11                 | Adam Johnson 74'   |
| Ławka rezerwowych: |                    |
| 45                 | Mario Balotelli    |
| 13                 | Aleksandar Kolarov |
| 5                  | Pablo Zabaleta     |
| 16                 | Sergio Agüero 59'  |
| 7                  | James Milner 81'   |
| 15                 | Stefan Savić 74'   |
| 12                 | Stuart Taylor      |

| Swansea City       | Swansea City        |
| ------------------ | ------------------- |
| 1                  | Michel Vorm         |
| 22                 | Àngel Rangel        |
| 4                  | Steven Caulker      |
| 2                  | Ashley Williams     |
| 5                  | Alan Tate           |
| 7                  | Leon Britton 64'    |
| 14                 | Stephen Dobbie 64'  |
| 26                 | Kemy Agustien       |
| 12                 | Nathan Dyer 81'     |
| 10                 | Danny Graham        |
| 11                 | Scott Sinclair      |
| Ławka rezerwowych: |                     |
| 24                 | Joe Allen 64'       |
| 8                  | Andrea Orlandi      |
| 18                 | Leroy Lita 81'      |
| 19                 | Luke Moore          |
| 15                 | Wayne Routledge 64' |
| 21                 | José Moreira        |
| 27                 | Mark Gower          |

## 2. kolejka (20 sierpnia – 22 sierpnia)
| 20 sierpnia 2011 13:00 | Sunderland                                                            | 0:1(0:0) | Newcastle United · Ryan Taylor 62'                             | Stadium of Light Widzów: 47 751 Sędzia: Howard Webb |
|                        | kartki: · Wes Brown 36' · Lee Cattermole 67' · Phil Bardsley 68', 89' |          | kartki: · Yohan Cabaye 25' · Ryan Taylor 37' · Joey Barton 68' |                                                     |

| Sunderland         | Sunderland            |
| ------------------ | --------------------- |
| 22                 | Simon Mignolet        |
| 2                  | Phil Bardsley         |
| 5                  | Wes Brown             |
| 29                 | Anton Ferdinand       |
| 11                 | Kieran Richardson 70' |
| 7                  | Sebastian Larsson 81' |
| 6                  | Lee Cattermole        |
| 14                 | Jack Colback          |
| 21                 | Ahmed El-Mohamadi 70' |
| 28                 | Stéphane Sessègnon    |
| 3                  | Asamoah Gyan          |
| Ławka rezerwowych: |                       |
| 40                 | Louis Laing           |
| 10                 | Connor Wickham 81'    |
| 8                  | Craig Gardner 70'     |
| 20                 | Keiren Westwood       |
| 15                 | David Vaughan         |
| 17                 | Ji Dong-Won 70'       |
| 19                 | Titus Bramble         |

| Newcastle United   | Newcastle United    |
| ------------------ | ------------------- |
| 26                 | Tim Krul            |
| 5                  | Danny Simpson       |
| 27                 | Steven Taylor       |
| 2                  | Fabricio Coloccini  |
| 16                 | Ryan Taylor         |
| 24                 | Cheick Tioté 84'    |
| 7                  | Joey Barton         |
| 25                 | Gabriel Obertan 85' |
| 12                 | Nathan Dyer         |
| 18                 | Jonás Gutiérrez     |
| 23                 | Shola Ameobi        |
| Ławka rezerwowych: |                     |
| 15                 | Dan Gosling 85'     |
| 8                  | Mike Williamson 84' |
| 11                 | Peter Løvenkrands   |
| 1                  | Steve Harper        |
| 19                 | Demba Ba            |
| 22                 | Sylvain Marveaux    |
| 20                 | Leon Best           |

| 20 sierpnia 2011 13:45 | Arsenal                                                  | 0:2(0:0) | Liverpool · Aaron Ramsey 78' (sam.) · Luis Suárez 90' | Emirates Stadium Widzów: 60 090 Sędzia: Martin Atkinson |
|                        | kartki: · Emmanuel Frimpong 8', 70' · Henri Lansbury 88' |          | kartki: · Andy Carroll 28' · Lucas Leiva 45'          |                                                         |

| Arsenal            | Arsenal                 |
| ------------------ | ----------------------- |
| 13                 | Wojciech Szczęsny       |
| 25                 | Carl Jenkinson          |
| 5                  | Thomas Vermaelen        |
| 6                  | Laurent Koscielny       |
| 3                  | Bacary Sagna            |
| 8                  | Samir Nasri             |
| 26                 | Emmanuel Frimpong       |
| 16                 | Aaron Ramsey            |
| 14                 | Theo Walcott 79'        |
| 10                 | Robin van Persie        |
| 23                 | Andrei Arshavin 71'     |
| Ławka rezerwowych: |                         |
| 46                 | Henri Lansbury 71'      |
| 52                 | Nicklas Bendtner 79'    |
| 20                 | Marouane Chamakh        |
| 15                 | Alex Oxlade-Chamberlain |
| 49                 | Ignasi Miquel 15'       |
| 31                 | Ryo Miyaichi            |
| 21                 | Łukasz Fabiański        |

| Liverpool          | Liverpool         |
| ------------------ | ----------------- |
| 25                 | José Reina        |
| 34                 | Martin Kelly      |
| 23                 | Jamie Carragher   |
| 5                  | Daniel Agger      |
| 3                  | José Enrique      |
| 21                 | Lucas Leiva       |
| 14                 | Jordan Henderson  |
| 26                 | Charlie Adam      |
| 19                 | Stewart Downing   |
| 18                 | Dirk Kuijt 71'    |
| 9                  | Andy Carroll 71'  |
| Ławka rezerwowych: |                   |
| 4                  | Raul Meireles 71' |
| 7                  | Luis Suárez 71'   |
| 32                 | Doni              |
| 20                 | Jay Spearing      |
| 11                 | Maxi Rodríguez    |
| 38                 | John Flanagan     |
| 37                 | Martin Škrtel     |

| 20 sierpnia 2011 16:00 | Aston Villa · Gabriel Agbonlahor 12' · Emile Heskey 25' · Darren Bent 68' | 3:1(2:0) | Blackburn Rovers · Morten Gamst Pedersen 52' | Villa Park Widzów: 32 319 Sędzia: Stuart Attwell |
|                        | kartki: · Emile Heskey 55' · Fabian Delph 58' · Stilian Petrov 80'        |          |                                              |                                                  |

| 20 sierpnia 2011 16:00 | Everton                  | 0:1(0:1) | Queens Park Rangers · Tommy Smith 31' | Goodison Park Widzów: 35 008 Sędzia: Kevin Friend |
|                        | kartki: · Leon Osman 81' |          | kartki: · Fitz Hall 39'               |                                                   |

| 20 sierpnia 2011 16:00 | Swansea City | 0:0(0:0) | Wigan Athletic                                                    | Liberty Stadium Widzów: 19 028 Sędzia: Phil Dowd |
|                        |              |          | kartki: · James McCarthy 18' · Jordi Gómez 25' · Victor Moses 76' |                                                  |

| Swensea City       | Swensea City        |
| ------------------ | ------------------- |
| 1                  | Michel Vorm         |
| 22                 | Àngel Rangel        |
| 4                  | Steven Caulker      |
| 2                  | Ashley Williams     |
| 3                  | Neil Taylor         |
| 26                 | Kemy Agustien       |
| 7                  | Leon Britton 74'    |
| 15                 | Wayne Routledge 74' |
| 12                 | Nathan Dyer         |
| 11                 | Scott Sinclar       |
| 10                 | Danny Graham 83'    |
| Ławka rezerwowych: |                     |
| 24                 | Joe Allen 74'       |
| 14                 | Stephen Dobbie 74'  |
| 18                 | Leroy Lita 83'      |
| 19                 | Luke Moore          |
| 5                  | Alan Tate           |
| 21                 | José Moreira        |
| 27                 | Mark Gower          |

| Wigan Athletic     | Wigan Athletic      |
| ------------------ | ------------------- |
| 26                 | Ali Al-Habsi        |
| 17                 | Emmerson Boyce      |
| 5                  | Gary Caldwell       |
| 3                  | Antolín Alcaraz 36' |
| 31                 | Maynor Figueroa     |
| 21                 | Mohamed Diamé       |
| 8                  | Ben Watson          |
| 14                 | Jordi Gómez         |
| 4                  | James McCarthy 64'  |
| 11                 | Victor Moses        |
| 9                  | Franco Di Santo 69' |
| Ławka rezerwowych: |                     |
| 16                 | James McArthur 64'  |
| 6                  | Hendry Thomas       |
| 23                 | Ronnie Stam 36'     |
| 19                 | David Jones         |
| 18                 | Conor Sammon        |
| 12                 | Mike Pollitt        |
| 20                 | Hugo Rodallega 69'  |

| 20 sierpnia 2011 18:30 | Chelsea · Nicolas Anelka 53' · Florent Malouda 83' | 2:1(0:1) | West Bromwich Albion · Shane Long 4'                                                       | Stamford Bridge Widzów: 41 091 Sędzia: Lee Mason |
|                        | kartki: · Frank Lampard 34' · John Terry 90'       |          | kartki: · Gabriel Tamaș 7' · Youssuf Mulumbu 45' · Jonas Olsson 60' · Peter Odemwingie 90' |                                                  |

| 21 sierpnia 2011 13:30 | Norwich City · Ritchie De Laet 37' | 1:1(1:0) | Stoke City · Kenwyne Jones 90'                       | Carrow Road Widzów: 26 272 Sędzia: Neil Swarbrick |
|                        | kartki: · Leon Barnett 64'         |          | kartki: · Jonathan Woodgate 37' · Ryan Shawcross 39' |                                                   |

| 21 sierpnia 2011 17:30 | Wolverhampton Wanderers · Kevin Doyle 42' · Matthew Jarvis 45+1' | 2:0(2:0) | Fulham                                             | Molineux Stadium Widzów: 22 657 Sędzia: Mike Dean |
|                        | kartki: · Kevin Doyle 43' · Stephen Hunt 71'                     |          | kartki: · Moussa Dembele 47' · John Arne Riise 60' |                                                   |

| 22 sierpnia 2011 21:00 | Manchester United · Danny Welbeck 61' · Andreson 76' · Wayne Rooney 87' | 3:0(0:0) | Tottenham Hotspur                                | Old Trafford Widzów: 75 498 Sędzia: Lee Probert |
|                        | kartki: · Jonny Evans 37'                                               |          | kartki: · Michael Dawson 40' · Jermain Defoe 90' |                                                 |

## 3. kolejka (27 sierpnia – 28 sierpnia)
| 27 sierpnia 2011 13:05 | Aston Villa               | 0:0(0:0) | Wolverhampton Wanderers                                            | Villa Park Widzów: 30 776 Sędzia: Martin Atkinson |
|                        | kartki: · Fabian Delph 6' |          | kartki: · Jamie O’Hara 45' · Karl Henry 63' · Richard Stearman 72' |                                                   |

| 27 sierpnia 2011 13:30 | Wigan Athletic · Franco Di Santo 41', 66' | 2:0(1:0) | Queens Park Rangers | DW Stadium Widzów: 17 225 Sędzia: Michael Oliver |
|                        | kartki: · Piscu 33' · Gary Caldwell 77'   |          |                     |                                                  |

| 27 sierpnia 2011 16:00 | Swansea City                | 0:0(0:0) | Sunderland                  | Liberty Stadium Widzów: 19 938 Sędzia: Mark Halsey |
|                        | kartki: · Kemy Agustien 60' |          | kartki: · Craig Gardner 83' |                                                    |

| 27 sierpnia 2011 16:00 | Chelsea · José Bosingwa 6' · Frank Lampard 82' · Mata 90' | 3:1(0:0) | Norwich City · Grant Holt 63'                                    | Stamford Bridge Widzów: 41 765 Sędzia: Mike Jones |
|                        | kartki: · José Bosingwa 36' · Fernando Torres 56'         |          | kartki: · Andrew Crofts 41' · Kyle Naughton 58' · John Ruddy 81' |                                                   |

| 27 sierpnia 2011 16:00 | Blackburn Rovers | 0:1(0:0) | Everton · Mikel Arteta 90' (k)                   | Ewood Park Widzów: 22 826 Sędzia: Lee Mason |
|                        | kartki: · Míchel Salgado 14' · David Hoilett 24' · Radosav Petrović 45' · Steven N’Zonzi 55' · Christopher Samba 90' |          | kartki: · Victor Anichebe 14' · Mikel Arteta 53' |                                             |

| 27 sierpnia 2011 18:30 | Liverpool · Jordan Henderson 15' · Martin Škrtel 52' · Charlie Adam 53' | 3:1(1:0) | Bolton Wanderers · Ivan Klasnić 90'               | Anfield Widzów: 44 725 Sędzia: Lee Probert |
|                        |                                                                         |          | kartki: · Grétar Steinsson 44' · Ivan Klasnić 49' |                                            |

| 28 sierpnia 2011 14:00 | Newcastle United · Leon Best 48', 66'        | 2:1(0:0) | Fulham · Clint Dempsey 88'  | St James’ Park Widzów: 42 684 Sędzia: Kevin Friend (Leicestershire) |
|                        | kartki: · Danny Simpson 88' · Alan Smith 90' |          | kartki: · Steve Sidwell 64' |                                                                     |

| 28 sierpnia 2011 14:30 | Tottenham Hotspur · Younès Kaboul 68'                        | 1:5(0:2) | Manchester City · Edin Džeko 34', 41', 55', 90' · Sergio Agüero 60'                 | White Hart Lane Widzów: 36 150 Sędzia: Phil Dowd (Staffordshire) |
|                        | kartki: · Benoît Assou-Ekotto 10' · Rafael van der Vaart 30' |          | kartki: · Gareth Barry 20' · Pablo Zabaleta 23' · Yaya Touré 25' · Stefan Savić 76' |                                                                  |

| 28 sierpnia 2011 16:00 | West Ham United | 0:1(0:0) | Stoke City · Ryan Shotton 90' | The Hawthorns Widzów: 22 909 Sędzia: Mike Dean (Wirral) |
|                        |                 |          |                               |                                                         |

| 28 sierpnia 2011 17:00 | Manchester United · Danny Welbeck 22' · Ashley Young 28', 90' · Wayne Rooney 41', 64', 82' (k) · Nani 67' · Park Ji-sung 70' | 8:2(3:1) | Arsenal · Theo Walcott 45' · Robin van Persie 74'                            | Old Trafford Widzów: 75 448 Sędzia: Howard Webb (Rotherham) |
|                        | kartki: · Jonny Evans 26' · Ashley Young 28'                                                                                 |          | kartki: · Andriej Arszawin 15' · Carl Jenkinson 40', 77' · Johan Djourou 63' |                                                             |

| Manchester United  | Manchester United    |
| ------------------ | -------------------- |
| 1                  | David de Gea         |
| 12                 | Chris Smalling       |
| 4                  | Phil Jones           |
| 6                  | Jonny Evans          |
| 3                  | Patrice Evra         |
| 17                 | Nani 68'             |
| 8                  | Anderson 68'         |
| 23                 | Tom Cleverley        |
| 18                 | Ashley Young         |
| 10                 | Wayne Rooney         |
| 19                 | Danny Welbeck 35'    |
| Ławka rezerwowych: |                      |
| 13                 | Park Ji-sung 68'     |
| 11                 | Ryan Giggs 68'       |
| 14                 | Javier Hernández 35' |

| Arsenal            | Arsenal                     |
| ------------------ | --------------------------- |
| 13                 | Wojciech Szczęsny           |
| 25                 | Carl Jenkinson              |
| 6                  | Laurent Koscielny           |
| 20                 | Johan Djourou               |
| 30                 | Armand Traore               |
| 39                 | Francis Coquelin 62'        |
| 14                 | Theo Walcott 83'            |
| 16                 | Aaron Ramsey                |
| 7                  | Tomáš Rosický               |
| 23                 | Andrei Arshavin             |
| 10                 | Robin van Persie 84'        |
| Ławka rezerwowych: |                             |
| 21                 | Łukasz Fabiański            |
| 49                 | Ignasi Miquel               |
| 15                 | Alex Oxlade-Chamberlain 62' |
| 46                 | Henri Lansbury 83'          |
| 53                 | Oguzhan Ozyakup             |
| 29                 | Marouane Chamakh 84'        |
| 56                 | Gilles Sunu                 |

## 4. kolejka (10 września – 12 września)
| 10 września 2011 16:00 | Arsenal · Andriej Arszawin 41'                                        | 1:0(1:0) | Swansea City                                     | Emirates Stadium Widzów: 60 087 Sędzia: Stuart Attwell |
|                        | kartki: · Theo Walcott 49' · Laurent Koscielny 53' · Mikel Arteta 78' |          | kartki: · Kemy Agustien 25' · Steven Caulker 68' |                                                        |

| 10 września 2011 16:00 | Everton · Leon Osman 19' · Leighton Baines 69' | 2:2(1:0) | Aston Villa · Stilian Petrov 63' · Gabriel Agbonlahor 83' | Goodison Park Widzów: 32 736 Sędzia: Michael Oliver |
|                        | kartki: · Phil Jagielka 66'                    |          | kartki: · Gabriel Agbonlahor 83'                          |                                                     |

| 10 września 2011 16:00 | Manchester City · Sergio Agüero 13', 63', 69' | 3:0(1:0) | Wigan Athletic | City of Manchester Stadium Widzów: 45 509 Sędzia: Martin Atkinson |
|                        |                                               |          |                |                                                                   |

| 10 września 2011 16:00 | Stoke City · Jonathan Walters 21' (k) | 1:0(1:0) | Liverpool                   | Britannia Stadium Widzów: 27 592 Sędzia: Mark Clattenburg |
|                        |                                       |          | kartki: · Luis Suárez 90+1' |                                                           |

| 10 września 2011 16:00 | Sunderland · Ji Dong-won 90+1' | 1:2(0:1) | Chelsea · John Terry 18' · Daniel Sturridge 50' | Stadium of Light Widzów: 36 699 Sędzia: Lee Probert |
|                        | kartki: · Jack Colback 23'     |          | kartki: · José Bosingwa 90+2'                   |                                                     |

| 10 września 2011 16:00 | Wolverhampton Wanderers                                                                  | 0:2(0:0) | Tottenham Hotspur · Emmanuel Adebayor 67' · Jermain Defoe 80' | Molineux Stadium Widzów: 25 274 Sędzia: Peter Walton |
|                        | kartki: · Scott Parker 70' · Adam Hammill 79' · Richard Stearman 79' · Roger Johnson 83' |          | kartki: · Kyle Walker 36'                                     |                                                      |

| 10 września 2011 18:30 | Bolton Wanderers                             | 0:5(0:3) | Manchester United · Javier Hernández 5', 58' · Wayne Rooney 20', 25', 68' | Macron Stadium Widzów: 25 944 Sędzia: Andre Marriner |
|                        | kartki: · Kevin Davies 13' · Mark Davies 20' |          |                                                                           |                                                      |

| 11 września 2011 14:30 | Norwich City | 0:1(0:1) | West Bromwich Albion · Peter Odemwingie 3' |  |
|                        |              |          |                                            |  |

| 11 września 2011 17:00 | Fulham · Bobby Zamora 38' | 1:1(1:1) | Blackburn Rovers · Rubén Rochina 32' |  |
|                        |                           |          |                                      |  |

| 12 września 2011 21:00 | Queens Park Rangers | 0:0(0:0) | Newcastle United |  |
|                        |                     |          |                  |  |